# Sest
Sest ([Σηστός] Napaka: {{Jezik-xx}}: transliteration text not Latin script (pos $1) (pomoč), latinsko Sestus) je bil starodavno grško mesto na polotoku Trakijski Herson na evropski obali Helesponta, nasproti starodavnega mesta Abidos na azijski obali in blizu sedanjega mesta Eceabat v Turčiji. 
V grški mitologiji je Sest v mitu Heroj in Leander predstavljen kot Herojev dom.

## Zgodovina

### Klasično obdobje
Sest je bil prvič omenjen v Homerjevi Iliadi kot tračanska naselbina, med trojansko vojno povezana s Trojo. Mesto so okoli leta 600 pr. n. št.  ustanovili kolonisti z Lezbosa. Okoli lata 512 pr. n. št. ga je zasedlo Ahemenidsko cesarstvo. Darej I. je po svojem skitskem pohodu iz Sesta odplul v Anatolijo.  Sest je ob Bizancu veljal za eno najpomembnejših ahemenidskih pristanišč na evropski obali Bosporja in Helesponta. Na začetku druge perzijske invazije na Grčijo je Kserks I. leta 480 pr. n. št. blizu Sesta zgradil pontonski most čet Dardanele.
Leta 479 pr. n. št. so po grški zmagi v bitki pri Mikali  Sest oblegale atenske sile pod Ksantipovim poveljstvom. Združene sile Perzijcev in meščanov so obleganje vzdržale celo zimo. Ker je bilo obleganje nepričakovano, so bile zaloge živil v mestu majhne in branilci so trpeli zaradi lakote.  Branilci so nazadnje kapitulirali. Perzijski vojaki so bili aretirani, perzijski guverner pa je pobegnil, vendar je bil ujet in križan.
Sest je postal član Delsko-atiške pomorske zveze pod vodstvom Aten in del Helespontskega okrožja.  Mesto je od 446/445 pr. n. št. do 435/434 pr. n. št. plačevalo članarino 500 drahem letno in nato do leta 421/420 pr. n. št. 1000 drahem letno.  V Sestu so vsem neatenskim trgovskim ladjam z žitom, namenjenim na zahod, zaračunavali 10 % davek. Mesto je služilo kot baza za atensko floto, dokler ga niso leta 404 pr. n. št.  med peloponeško vojno zasedle špartanske sile pod Lizandrovim poveljstvom. Prebivalstvo Sesta je bilo za kratek čas izgnano in nadomeščeno s špartanskimi naseljenci, vendar so se domačini kmalu zatem lahko vrnili v mesto.
Med korintsko vojno so leta 393 pr. n. št. Sest zasedle atenske sile, ki jih je vodil Konon, in mesto je prišlo pod oblast frigijskega satrapa Ariobarzana.  Leta 365 pr. n. št. je mesto odbilo napad tračanskega kralja Kotisa I., ki je leta 360 ponovno napadel mesto in ga osvojil. V mestu je pustil svojo vojaško posadko.  Leta 353 pr. n. št. je Sest zavzel atenski general Hares, pobil moške prebivalce, ženske in otroke pa zasužnjil. V mestu se je ponovno naselila atenska duhovščina. 

### Helenistično obdobje
Sest je ostal pod atensko oblastjo do sklenitve miru leta 337 pr. n. št. in razpada Druge atenske zveze, po kateri se je pridružil Korintski zvezi pod vodstvom Makedoncev. Aleksander Veliki je leta 334 pr. n. št. iz Sesta odplul v Anatolijo. Po Aleksandrovi smrti leta 323 pr. n. št. je bilo mesto skupaj z drugimi makedonskimi ozemlji v Trakiji dodeljeno Lizimahu. Kovnica denarja v Sestu je bila ustanovljena okoli leta 300 pr. n. št. Lizimah je obdržal oblast nad mestom do svoje smrti v bitki pri Korupediju leta 281 pr. n. št. 
Po Lizimahovi smrti je mesto leta 200 pr. n. št. zasedel makedonski kralj Filip V. Pod makedonsko oblastjo je ostalo do konca druge makedonske vojne in sklenitve Flaminijevega miru  leta 196 pr. n. št., s katerim je postal svobodno mesto.  Med rimsko-selevkidsko vojno se je leta 196 pr. n. št. predal selevkidskemu kralju Antiohu III. Velikemu, ki je leta 191 pr. n. št. utrdil mesto v pripravah na rimski napad. Mesto se je naslednje leto predalo Gaju Liviju Salinatorju.  Ob koncu vojne je bil Sest z Apamejskim sporazumom leta 188 pr. n. št. dodeljen Pergamonskemu kraljestvu.
V Sestu sta bila do konca helenističnega obdobja urada gimnazijarha in efebarha, ki sta bila odgovorna za neoje (mlade) in efeboje (mladostnike).

### Rimsko obdobje
Po smrti pergamonskega kralja Atala III. leta 133 pr. n. št. In porazu pretendenta Aristonika je bil Sest priključen k Rimski republiki.  Kovnica denarja v Sestu je prenehala delovati leta 250 n. št.  Domneva se, da je Sest skupaj z Abidosom in Lampzakom omenjen v Vej lueju, kitajskem besedilu iz 3. stoletja n. št., kot eden od "treh velikih prestolnic" Rimskega cesarstva. Mesto omenja tudi Gaj Julij Solin v svojem delu Collectanea rerum memorabilia (Zbirka spominkov).
Do pozne antike se je pristanišče Sesta zamuljilo. Leta 447 so mesto oplenili Huni. Med vladavino cesarja Zenona ga je leta 478 poškodoval potres. V 6. stoletju je cesar Justinijan I. ponovno utrdil mesto.

### Srednjeveško obdobje
Domneva se, da je Sest omenjen kot Ṣāṣah v Knjigi zanimivosti znanosti in čudes za oči,  arabski razpravi iz 11. stoletja. Od 13. stoletja je postal pogostejši prehod čez Dardanele iz Lampsaka v Galipoli in je v veliki meri nadomestil prehod iz Sesta v Abidos. Trdnjavo na mestu Sesta so kasneje poimenovali Hoiridokastron (Prašičji grad). Leta 1355 so jo  zavzeli Osmanski Turki pod vodstvom Sulejman Paše.  Hoiridokastron naj bi bil prvo naselje v Evropi, ki so ga osvojili Osmani. Aşıkpaşazade trdi, da so pred njim osvojili Cimpe.